# Kalle Lassila
Kalle Lassila (* 23. Januar 1985 in Veteli) ist ein ehemaliger finnischer Skilangläufer. Er hat sich auf die Sprintwettbewerbe spezialisiert.

## Werdegang
Lassila, der für Vetelin Urheilijat startete, gab sein internationales Debüt im Januar 2004 im Rahmen des Skilanglauf-Continental-Cup in Valkeakoski. Als 105. nach 10 km war jedoch weit entfernt von der Spitze des Feldes. Nach zwei FIS-Rennen im Dezember 2004 startete er am 5. März 2005 erstmals im Rahmen des Skilanglauf-Weltcup. In Lahti erreichte er dabei als 29. auf Anhieb den Sprung in die Punkteränge. Bei den folgenden Junioren-Weltmeisterschaften 2005 in Rovaniemi gewann Lassila die Qualifikation des Sprintwettbewerbs. In den Finalläufen müsste er sich jedoch mit dem neunten Platz begnügen.
Im folgenden Winter 2005/06 startete Lassila erst bei FIS-Rennen und im Scandinavian Cup, kam aber im Januar in Otepää erneut zu einem Weltcup-Einsatz. Als 33. verpasste er die Weltcup-Punkte jedoch knapp. Auch bei der folgenden Junioren-Weltmeisterschaft 2006 in Kranj blieb er als 22. hinter den Erwartungen zurück. Bei seinem letzten Weltcup der Saison in Drammen gelang ihm als 21. zum ersten und einzigen Mal in der Saison ein Punktegewinn. In der Weltcup-Gesamtwertung erreichte er Platz 137.
Zu Beginn der Saison 2006/07 startete Lassila mit einem schwachen 48. Platz in Düsseldorf. Jedoch gelang ihm in Kuusamo wenige Wochen später im Sprint wieder der Lauf in die Punkteränge. Überrasche konnte er Ende Januar 2007 in Otepää mit einem elften Platz, nachdem er in der Qualifikation sogar auf den fünften Platz gelaufen war. Auch bei der folgenden Nordischen Skiweltmeisterschaft 2007 erreichte er im Sprint einen guten elften Platz. In Lahti lief er beim Sprintweltcup als 55. jedoch erneut der Konkurrenz hinterher. Auch bei der folgenden U23-Weltmeisterschaft in Tarvis konnte er nicht an das Ergebnis von Sapporo anknüpfen und lief nur auf Platz 15.
In Kuusamo gelang Lassila im November mit Rang sechs sein bis dahin bester Saisonstart. Jedoch konnte er diese Leistung nicht konstant halten und lief bereits beim folgenden Weltcup als 61. wieder weit entfernt von der Weltspitze. Bis zum Saisonende blieb es bei schwachen Ergebnissen. Erst zu Beginn der Saison 2008/09 konnte er in Kuusamo als Vierter des ersten Sprints der Saison überzeugen und verpasste nur knapp sein erstes Podium. Es blieb aber erneut für viele Monate sein bestes Ergebnis. Bei der Nordischen Skiweltmeisterschaft 2009 in Liberec erreichte er mit Rang 18 im Sprint eine durchwachsene Leistung. Überraschen konnte Lassila zum Saisonende in Trondheim mit einem guten sechsten Platz im Sprint.
In der Saison 2009/10 startete Lassila erstmals beim Teamsprint in Düsseldorf. Dabei erreichte er den achten Platz. Die zum Jahreswechsel stattfindende Tour de Ski 2009/10 musste er kurz vor der Etappe in Toblach vorzeitig abbrechen. Knapp zwei Wochen später lief er jedoch in Otepää wieder auf einen guten 12. Platz. Bei den Olympischen Winterspielen 2010 in Vancouver belegte er nach Rang 19 in der Qualifikation den zehnten Platz im Sprint. Die Saison beendete er wenig später auf Rang 57 der Gesamtwertung und Rang 20 der Sprintweltcup-Wertung.
In der Saison 2010/11 blieb Lassila gänzlich ohne Weltcup-Punkt und startete wieder vermehrt in den unteren Serien, wie beispielsweise dem Scandinavian Cup. Für die Nordische Skiweltmeisterschaft 2011 in Oslo erhielt er keinen Startplatz im finnischen Kader. Auch in die Saison 2011/12 startete er anfangs im Alpencup. Erst in Otepää kam er im Januar wieder im Weltcup zum Einsatz und erreichte als Zehnter wieder ein gutes Resultat. Es blieb jedoch auch in diesem Winter das einzige Top-Ergebnis. Lassila startete daraufhin auch weiter bei FIS-Rennen und nur selten als Teil des A-Nationalkaders. Bei der Nordischen Skiweltmeisterschaft 2013 im Val di Fiemme belegte er am Ende den 28. Platz im Sprintrennen.
Zur Saison 2013/14 verpasste er erneut den Sprung in die A-Nationalmannschaft. Er blieb die gesamte Saison ohne einen Weltcup-Start und blieb auch bei den Starts bei FIS-Rennen und im Scandinavian Cup ohne jeden Erfolg. Zu den Finnischen Meisterschaften 2014 trat Lassila daraufhin nicht mehr an. Letztmals im Weltcup startete er im März 2015 in Lahti, wobei er den 73. Platz im Sprint errang.

## Erfolge

### Weltcup-Statistik
Die Tabelle zeigt die erreichten Platzierungen im Einzelnen.
- 1.–3. Platz: Anzahl der Podiumsplatzierungen
- Top 10: Anzahl der Platzierungen unter den ersten zehn
- Punkteränge: Anzahl der Platzierungen innerhalb der Punkteränge
- Starts: Anzahl gelaufener Rennen in der jeweiligen Disziplin
- Hinweis: Bei den Distanzrennen erfolgt die Einordnung gemäß FIS.

| Platzierung         | Distanzrennen a | Distanzrennen a | Distanzrennen a | Distanzrennen a | Distanzrennen a | Skiathlon Verfolgung | Sprint | Etappen- rennen b | Gesamt | Team c | Team c  |
| Platzierung         | ≤ 5 km          | ≤ 10 km         | ≤ 15 km         | ≤ 30 km         | > 30 km         | Skiathlon Verfolgung | Sprint | Etappen- rennen b | Gesamt | Sprint | Staffel |
| ------------------- | --------------- | --------------- | --------------- | --------------- | --------------- | -------------------- | ------ | ----------------- | ------ | ------ | ------- |
| 1. Platz            |                 |                 |                 |                 |                 |                      |        |                   |        |        |         |
| 2. Platz            |                 |                 |                 |                 |                 |                      |        |                   |        |        |         |
| 3. Platz            |                 |                 |                 |                 |                 |                      |        |                   |        |        |         |
| Top 10              |                 |                 |                 |                 |                 |                      | 9      |                   | 9      | 2      |         |
| Punkteränge         |                 |                 |                 |                 |                 |                      | 28     |                   | 28     | 3      |         |
| Starts              | 1               |                 |                 |                 |                 | 1                    | 48     |                   | 50     | 3      |         |
| Stand: Karriereende |                 |                 |                 |                 |                 |                      |        |                   |        |        |         |